# Macrodato
Il macrodato statistico è un'unità complessa di informazione, un dato su un fenomeno (della più varia natura) statisticamente rilevabile.
Il macrodato è costituito da un insieme di microdati omogenei o disomogenei in combinazione fra loro, che, a volte, assieme ad altri elementi conoscitivi, concorrono a formare il fenomeno statistico rilevato nel contenuto statistico.

### Fonti primarie
- David Freedman, Robert Pisani, Roger Purves, Statistica. Milano, McGraw-Hill, 1998. ISBN 8838607508.

### Fonti secondarie
- Yuri A. Rozanov, Probability Theory, Random Processes and Mathematical statistics, Kluwer, 1995. ISBN 0792337646.
- Alberto Rotondi, Paolo Pedroni, Antonio Pievatolo, Probabilità, statistica e Simulazione. Springer, 2005. ISBN 8847002621.
- Leti G., Statistica descrittiva. Bologna, Il Mulino, 1983. ISBN 8815002782.
- Mondani A., Corso di statistica descrittiva. LED Edizioni Universitarie, 1991.  ISBN 8879160028.